# Borel-Summierung
Die Borel-Summierung ist in der asymptotischen Analysis eine Summierungsmethode für eine divergente Folge oder Reihe, die dazu dient, dieser doch noch einen in gewisser Weise optimalen Wert zuzuordnen und sie zu „regularisieren“. Es gibt verschiedene leicht unterschiedliche Varianten und Verallgemeinerungen.
Sie ist nach Émile Borel benannt, der sie 1895 einführte.
Die Methode der Borel-Summierung findet zum Beispiel in der theoretischen Physik Anwendung, um damit divergenten quantenmechanischen Störungsreihen doch noch einen aussagekräftigen Wert zuzuordnen.

## Definition
Es gibt mehrere, leicht abweichende Varianten. Ist eine Methode bei einer divergenten Folge nicht anwendbar, kann eventuell eine Variante zum Ziel führen. Auf dieselben Folgen angewandt im selben Definitionsbereich der Variablen ergeben sie denselben Wert.
Die zu summierende Reihe sei
{\displaystyle A(z)=\sum _{k=0}^{\infty }a_{k}\,z^{k}.}
Häufig wird dabei der Definitionsbereich der Variablen im Komplexen gewählt. Dann ist eine schwache Form der Borelsumme (Borel Methode B) über die Partialsumme der Reihe
{\displaystyle A_{n}(z)=\sum _{k=0}^{n}a_{k}z^{k}}
so definiert:
{\displaystyle a(z)=\lim _{t\rightarrow \infty }e^{-t}\sum _{n=0}^{\infty }{\frac {t^{n}}{n!}}A_{n}(z)}
Existiert der Grenzwert {\displaystyle a(z)}, sagt man, dass die ursprüngliche Reihe A(z) schwach Borel-summierbar ist mit schwacher Borel-Summe {\displaystyle a(z)} an der Stelle {\displaystyle z}.
Den der Reihe zugeordneten Ausdruck
{\displaystyle {\mathcal {B}}A(t)\equiv \sum _{k=0}^{\infty }{\frac {a_{k}}{k!}}t^{k}}
nennt man die Borel-Transformation der Reihe {\displaystyle A(t)}. Er entspricht dem Einfügen der Koeffizienten der ursprünglichen Potenzreihe in die Reihe für die Exponentialfunktion.
Eine „stärkere“ Form der Borel-Summierung besteht im Übergang von der Summe zum Integral (B'-Methode oder Borels Integral-Summierungsmethode): Falls der Grenzwert
{\displaystyle a(z)=\int _{0}^{\infty }e^{-t}{\mathcal {B}}A(tz)\,dt=\int _{0}^{\infty }e^{-t}\sum _{k=0}^{\infty }{\frac {a_{k}}{k!}}t^{k}\,z^{k}\,dt}
existiert und das Integral als uneigentliches Integral wohldefiniert ist, sagt man, dass die ursprüngliche Reihe {\displaystyle A(z)} an der Stelle {\displaystyle z} nach der Methode B' Borel-summierbar ist mit der Borel-Summe {\displaystyle a(z)}.
Könnte man Summierung und Integration vertauschen, erhielte man formal wegen {\displaystyle \int _{0}^{\infty }t^{n}\,e^{-t}\,dt=n\,!}
{\displaystyle \int _{0}^{\infty }e^{-t}{\mathcal {B}}A(tz)\,dt=\int _{0}^{\infty }e^{-t}\sum _{k=0}^{\infty }{\frac {a_{k}}{k!}}t^{k}\,z^{k}\,dt=\sum _{k=0}^{\infty }a_{k}z^{k}=A(z).}
Die spezielle Laplace-Transformation {\displaystyle \int _{0}^{\infty }e^{-t}{\mathcal {B}}A(tz)\,dt} heißt deshalb manchmal auch inverse Borel-Transformation.
Falls das Integral nicht überall konvergiert, sondern nur in einer Umgebung von {\displaystyle t=0}, kann es eventuell analytisch entlang der positiven reellen Achse fortgesetzt werden.

## Grundlegende Eigenschaften
Beide Summierungsmethoden sind regulär (Godfrey Harold Hardy 1904), das heißt wenn die Reihe konvergiert, dann konvergieren auch die schwache und die Integral-Borel-Summierung, und zwar auf den gleichen Wert.
Jede schwach Borel-summierbare Reihe (Methode B) ist auch nach der Methode B' summierbar (Hardy) aber nicht umgekehrt, wie ein Satz von Hardy beweist.
Ist die Reihe {\displaystyle A(z)} B'-summierbar an der Stelle {\displaystyle z} und {\displaystyle \lim _{t\rightarrow \infty }e^{-t}{\mathcal {B}}A(zt)=0}, dann ist sie schwach Borel-summierbar.
Anders ausgedrückt: die beiden Methoden B und B' sind äquivalent genau dann, wenn die Zusatzbedingung {\displaystyle \lim _{t\rightarrow \infty }e^{-t}{\mathcal {B}}A(zt)=0} erfüllt ist.

## Satz von Watson
Die Borel-Summe gibt in vielen Fällen die beste Näherung an eine divergente Reihe in einem bestimmten Variablenbereich in dem Sinn, dass die Fehler einer Näherung auf endlicher Stufe durch die Borel-Summierung so klein wie möglich sind. Hierzu gibt es den Satz von Watson, der hier in der Form des Lehrbuchs von Reed/Simon dargestellt wird.
{\displaystyle f(z)} sei holomorph in einem Gebiet {\displaystyle G}, das durch ({\displaystyle z=r\,e^{i\,\varphi }})
- {\displaystyle 0<r<R} und
- {\displaystyle \varphi <{\frac {\pi }{2}}+\epsilon }

gegeben ist für positives {\displaystyle \epsilon }.
Weiter sei {\displaystyle f} in diesem Gebiet durch die asymptotische Reihe {\displaystyle \sum _{k=0}^{\infty }{\frac {a_{k}}{k!}}\,z^{k}} dargestellt, so dass der Näherungsfehler bei jeder Partialsumme
{\displaystyle |f(z)-a_{0}-a_{1}z-\cdots -a_{n}z^{n}|}
nach oben durch
{\displaystyle C\,\gamma ^{n+1}\,(n+1)\,!\,r^{n+1}}
beschränkt ist für alle {\displaystyle z\in G} und für alle {\displaystyle n}  mit positiven Konstanten {\displaystyle C>0}, {\displaystyle \gamma >0}. Dann ist nach dem Satz von Watson {\displaystyle f(z)} im Gebiet {\displaystyle G} die Borel-Summierung ihrer asymptotischen Reihe {\displaystyle s(z)=\sum _{k=0}^{\infty }{\frac {a_{k}}{k!}}\,z^{k}}- Dabei ist die Borel-Summierung hier im Sinn einer analytischen Fortsetzung der Methode B' zu verstehen wie oben in der Definition dargestellt.
Der Satz bildet die Grundlage für viele Anwendungen der Borel-Summierung in der mathematischen Physik. Reed/Simon definieren, dass bei Erfüllung der oben angegebenen Voraussetzungen {\displaystyle f(z)} eine starke asymptotische Bedingung erfüllt (strong asymptotic condition) und durch ihre starke asymptotische Reihe  {\displaystyle s(z)}   dargestellt ist. Sie zeigten, dass analytische Funktionen eindeutig durch ihre starken asymptotischen Reihen bestimmt werden.
Wichtig für Anwendungen ist die Möglichkeit mit Hilfe der Borel-Summierung eine analytische Funktion analytisch längs der reellen Achse fortzusetzen. Reed/Simon zeigten, dass falls die obigen Voraussetzungen erfüllt sind, {\displaystyle s(z)} in einer Scheibe um den Nullpunkt analytisch ist und eine analytische Fortsetzung in den Sektor {\displaystyle \varphi <\epsilon } besitzt:
Falls {\displaystyle r<R} und {\displaystyle \varphi <\epsilon } gilt:
{\displaystyle \int _{0}^{\infty }e^{-t}|s(tz)|dt<\infty }
{\displaystyle f(z)=\int _{0}^{\infty }e^{-t}|s(tz)|dt}
Der Winkel {\displaystyle {\frac {\pi }{2}}} in der Definition des Gebiets ist in gewisser Weise bestmöglich, da nach Borel und Carleman für kleinere Winkel die Eindeutigkeit der Darstellung durch eine asymptotische Reihe verlorengeht.
Der Satz von Watson ist in Hinblick auf den Grenzfall {\displaystyle \epsilon \to 0} (rechte Halbebene) 1980 von Alan Sokal für Anwendungen in der Quantenfeldtheorie verbessert worden. unter Anwendung von Ergebnissen von Rolf Nevanlinna (1919).

## Beispiele

### Geometrische Reihe
Die geometrische Reihe
{\displaystyle A(z)=\sum _{k=0}^{\infty }z^{k},}
konvergiert im üblichen Sinn für {\displaystyle |z|<1} gegen {\displaystyle {\frac {1}{1-z}}}.
Ihre Borel-Transformation ist:
{\displaystyle {\mathcal {B}}A(tz)\equiv \sum _{k=0}^{\infty }{\frac {z^{k}}{k!}}t^{k}=e^{zt}}
und die Borel-Summe nach Methode B'
{\displaystyle \int _{0}^{\infty }e^{-t}{\mathcal {B}}A(tz)\,dt=\int _{0}^{\infty }e^{-t}e^{tz}\,dt={\frac {1}{1-z}}}
Sie konvergiert für {\displaystyle Re(z)<1} und liefert so eine analytische Fortsetzung der ursprünglichen divergenten Reihe.
Betrachtet man stattdessen die schwache Borel-Summierung (Methode B) ergibt sich mit den Partialsummen {\displaystyle A_{N}(z)={\frac {1-z^{N-1}}{1-z}}} für die Summe:
{\displaystyle \lim _{t\rightarrow \infty }e^{-t}\sum _{n=0}^{\infty }{\frac {1-z^{n+1}}{1-z}}{\frac {t^{n}}{n!}}=\lim _{t\rightarrow \infty }{\frac {e^{-t}}{1-z}}{\big (}e^{t}-ze^{tz}{\big )}={\frac {1}{1-z}},}
die ebenfalls für {\displaystyle Re(z)<1} konvergiert. Das folgt auch aus dem obigen Äquivalenzsatz von Hardy für B- und B'-Summierbarkeit (siehe den Abschnitt „Grundlegende Eigenschaften“) und aus dem Ergebnis für die B'-Summierbarkeit, denn
{\displaystyle \lim _{t\rightarrow \infty }e^{-t}({\mathcal {B}}A)(zt)=e^{t(z-1)}=0.}
Allgemein bildet der Konvergenzbereich für die schwache Borel-Summierung einer Potenzreihe zu einer in {\displaystyle z=0} regulären Funktion einen sternförmigen Bereich (sog. Borel-Polygon).

### Alternierende faktorielle Reihe
Die alternierende Reihe mit der Faktoriellen als Koeffizienten ist gegeben durch:
{\displaystyle A(z)=\sum _{k=0}^{\infty }k!(-1\cdot z)^{k},}
Sie konvergiert für keinen Wert ungleich Null.
Die Borel-Transformation ist:
{\displaystyle {\mathcal {B}}A(t)\equiv \sum _{k=0}^{\infty }\left(-1\cdot t\right)^{k}={\frac {1}{1+t}}}
und die Borel-Summe nach Methode B' ist:
{\displaystyle \int _{0}^{\infty }e^{-t}{\mathcal {B}}A(tz)\,dt=\int _{0}^{\infty }{\frac {e^{-t}}{1+tz}}\,dt={\frac {1}{z}}\cdot e^{1/z}\cdot \Gamma \left(0,{\frac {1}{z}}\right)}
mit der unvollständigen Gammafunktion {\displaystyle \Gamma }.
Damit lässt sich die ursprüngliche divergente Reihe längs der gesamten positiven reellen Achse analytisch fortsetzen.
Wegen
{\displaystyle \lim _{t\rightarrow \infty }e^{-t}({\mathcal {B}}A)(zt)=\lim _{t\rightarrow \infty }{\frac {e^{-t}}{1+zt}}=0,}
kann wie im Fall der geometrischen Reihe auch hier aus dem Satz von Hardy geschlossen werden, dass dies auch für die schwache Borel-Summierung gilt.

### Beispiel für Nicht-Äquivalenz der beiden Summierungsmethoden
Hardy bringt folgendes Beispiel dafür, dass die beiden Summierungsmethoden B und B' unterschiedliche Ergebnisse liefern.
Man betrachte die Reihe
{\displaystyle A(z)=\sum _{k=0}^{\infty }\left(\sum _{\ell =0}^{\infty }{\frac {(-1)^{\ell }(2\ell +2)^{k}}{(2\ell +1)!}}\right)z^{k}.}
Die Borel-Transformation ist:
{\displaystyle {\begin{aligned}{\mathcal {B}}A(t)&=\sum _{\ell =0}^{\infty }\left(\sum _{k=0}^{\infty }{\frac {{\big (}(2\ell +2)t{\big )}^{k}}{k!}}\right){\frac {(-1)^{\ell }}{(2\ell +1)!}}\\&=\sum _{\ell =0}^{\infty }e^{(2\ell +2)t}{\frac {(-1)^{\ell }}{(2\ell +1)!}}\\&=e^{t}\sum _{\ell =0}^{\infty }{\big (}e^{t}{\big )}^{2\ell +1}{\frac {(-1)^{\ell }}{(2\ell +1)!}}\\&=e^{t}\sin(e^{t}).\end{aligned}}}
Bei {\displaystyle z=2} ist die Borel-Summe nach Methode B':
{\displaystyle \int _{0}^{\infty }e^{t}\sin(e^{2t})\,dt=\int _{1}^{\infty }\sin(u^{2})\,du={\sqrt {\frac {\pi }{8}}}-S(1)<\infty ,}
mit dem Fresnel-Integral {\displaystyle S(x)}.
Es lässt sich zeigen, dass die analytische Fortsetzung der Borel-Summe auf der positiven reellen Achse für {\displaystyle z\leq 2} konvergiert und darüber divergiert.
Im Gegensatz dazu ist bei der schwachen Borel-Summierung
{\displaystyle \lim _{t\rightarrow \infty }e^{(z-1)t}\sin(e^{zt})=0}
nur für {\displaystyle z<1} erfüllt und damit der Konvergenzbereich kleiner als bei der Methode B'.

## Sätze vom Tauber-Typ
Sätze vom Tauber-Typ machen Aussagen darüber unter welchen Umständen die Konvergenz einer Methode die einer anderen Methode bedingt.
Das wichtigste Resultat stammt von Hardy:
Eine schwach Borel-summierbare Reihe ist im üblichen Sinn konvergent, wenn die Elemente der Potenzreihe {\displaystyle a_{k}\,z_{0}^{k}} (an der Stelle {\displaystyle z_{0}}) von der Ordnung {\displaystyle {\frac {1}{\sqrt {k}}}} sind (in Landau-Notation: {\displaystyle a_{k}\,z_{0}^{k}=0({\frac {1}{\sqrt {k}}})}).

## Verallgemeinerung, Mittag-Leffler-Summierung
Die Borel-Summierung ist nur anwendbar, wenn die Koeffizienten der Reihe nicht zu schnell wachsen. Es gibt aber Verallgemeinerungen, die in Fällen anwendbar sind, in denen die Borel-Summierung versagt.
Die Mittag-Leffer-Summierung wurde 1906 von Gösta Mittag-Leffler eingeführt und ist eine Verallgemeinerung der Borel-Summierung, die von Mittag-Leffler speziell für die divergente Reihe {\displaystyle \sum _{k=0}^{\infty }z^{k}} eingeführt wurde.
Sie ist für die Reihe
{\displaystyle A(z)=\sum _{k=0}^{\infty }a_{k}\,z^{k}}
mit Hilfe der Gammafunktion {\displaystyle \Gamma (z)} definiert über die Transformation:
{\displaystyle \lim _{\delta \rightarrow 0}\,\sum _{k=0}^{\infty }{\frac {a_{k}}{\Gamma (1+\delta k)}}\,z^{k}}
Die Methode ist ebenfalls regulär und wird wie die Borel-Summierung bei der analytischen Fortsetzung von Funktionen angewendet.

## Anwendungen
In der Quantenfeldtheorie können mit Hilfe der Borel-Summierung die Schwinger-Funktionen – das sind die Vakuumerwartungswerte des Produkts der Felder an n verschiedenen Punkten –  aus der Störungsreihe gewonnen werden, zum Beispiel in der euklidischen Formulierung der {\displaystyle {\phi }^{4}}-Theorie in zwei Dimensionen. im Rahmen der mathematisch strengen Behandlung der Quantenfeldtheorie (siehe Axiomatische Quantenfeldtheorie). Sie findet aber auch zum Beispiel bei der Summierung der Störungsreihe der Quantenchromodynamik Anwendung. Die Beiträge der N-ten Ordnung der Störungsreihe wird typischerweise durch eine Anzahl  {\displaystyle 0(N\,!)}  von Feynmandiagrammen bestimmt und ist entsprechend von gleicher Ordnung {\displaystyle 0(N!)} in {\displaystyle N}. Die Singularitäten der Borel-Transformation in der komplexen Ebene entsprechen teilweise Instantonen und Renormalonen.
Eine weitere Anwendung ist das  Feigenbaum-Szenario in der Chaostheorie, der Berechnung kritischer Exponenten von Phasenübergängen oder der anharmonische Oszillator.
In den Anwendungen wird manchmal noch die Padé-Approximation auf die Borel-Summierung angewandt (Borel-Padé-Methode).